# Johannes Schlupper
Johannes Paul Paulus Schlupper (* 17. Oktober 1908 in Reichenbach; † 22. August 1980 in Bremen) war ein deutscher SS-Obersturmführer und Teilkommandoführer des Einsatzkommandos 11b der Einsatzgruppe D.

## Leben
Johannes Schlupper war Sohn eines selbständigen Kaufmanns Paul Otto Schlupper. Nach dem Besuch der Bürgerschule begann er eine kaufmännische Lehre, die er 1925 mit der Gehilfenprüfung abschloss. Anschließend trat er in das väterliche Geschäft, eine Großhandelsfirma für Zucker- und Süßwaren, ein, wo er in der Buchhaltung tätig war. Schlupper fand im Oktober 1933 eine Anstellung bei der Reichenbacher Wach- und Schliessgesellschaft.
Zum 1. April 1930 trat er der NSDAP (Mitgliedsnummer 227.850) bei. Am 1. August 1930 wurde er Mitglied der SA. Am 20. November 1930 wechselte Schlupper von der SA zur SS (SS-Nr. 4287). Im Herbst 1938 trat er in die Gestapo ein und wurde zur Staatspolizeistelle Plauen überstellt. Im Mai 1941 wurde er nach Düben abgeordnet, dort der Einsatzgruppe D zugeteilt. Unter Leitung Schlupper im September 1942 tötete Teilkommando des Einsatzkommandos 11b 550 Juden in Tscherkessk  in Gaswagen. Nach Auflösung der Einsatzgruppe D Ende 1943 wurde Schlupper zur Dienststelle des Kommandeurs der Sicherheitspolizei und des SD in Warschau versetzt und übernahm die Führung der Außenstelle Grojez. Im August oder September 1944 kam er an die Schule des Reichssicherheitshauptamtes in Fürstenberg, wo er Unterricht in Partisaneneinsätzen erteilte. Von Frühjahr 1945 bis Kriegsende gehörte er der Geheimen Staatspolizei in Chemnitz an.
Nach dem Krieg verdiente Schlupper seinen Lebensunterhalt als Landarbeiter bei verschiedenen Bauern in Hessen und Oldenburg. Bis 1954 lebte er unter falschem Namen, dass er wegen seiner Tätigkeit im Rahmen der Partisanenbekämpfung durch ein sowjetisches Gericht zu 25 Jahren Zwangsarbeit verurteilt worden sei, und deshalb seine Auslieferung an die UdSSR befürchtete. In den folgenden Jahren war er an einer Bremer Feilenhauerei beteiligt. Von 1956 bis 1973 war er schließlich bei der Glöckner-Hütte in Bremen als Lagerist tätig. Am 29. März 1974 wurde er vom Landgericht München I wegen gemeinschaftlicher Beihilfe zum Mord in 380 Fällen zu vier Jahren und sechs Monaten Haft verurteilt. Am 1. Juni 1978 wurde er aus der Justizvollzugsanstalt Oslebshausen auf Bewährung entlassen.